# Denys Molčanov
Denys Petrovyč Molčanov, noto anche con la traslitterazione anglosassone Denys Molchanov (in ucraino Денис Петрович Молчанов?; Chișinău, 16 maggio 1987), è un tennista moldavo naturalizzato ucraino.
Specialista del doppio, ha vinto due titoli nel circuito maggiore. Vanta inoltre un'altra finale ATP e diversi titoli nel circuito Challenger e il suo miglior ranking ATP è stato il 58º posto nel gennaio 2024. Anche in singolare ha vinto diversi titoli, ma solo nel circuito ITF, e non è andato oltre il 169º posto, dal maggio 2018 gioca esclusivamente in doppio.

## Carriera

### 2005-2006, esordi da professionista come moldavo, primi titoli ITF in doppio
Gioca per la Moldavia tra gli juniores e nel primo periodo da professionista, debuttando giovanissimo nella squadra moldava di Coppa Davis nel giugno 2003. Fa il suo esordio tra i professionisti nell'agosto 2005 nel torneo ITF Futures Romania F4 e subito comincia a giocare con continuità nel circuito ITF. Disputa la prima finale nel maggio 2006 nel torneo di doppio dell'Ukraine F1 in coppia con Aleksandr Dolhopolov e vengono sconfitti in due set da Bastian Knittel / Alexander Satschko. Dopo aver perso un'altra finale, alza il primo trofeo da professionista in agosto al torneo di doppio del Romania F15, vincendo 6-4, 6-1 in coppia con Oleksandr Nedovjesov la finale contro Cătălin-Ionuț Gârd / Marcel-Ioan Miron, e la settimana successiva vince anche il Romania F16, ancora in coppia con Nedovjesov. In ottobre disputa il suo ultimo torneo come moldavo.

### 2006-2009, inizi come ucraino, primi titoli Challenger in doppio, primo titolo ITF in singolare
Dal novembre 2006 gioca per l'Ucraina, e nel periodo che segue continua a vincere titoli ITF in doppio. Nell'estate del 2007 disputa i primi tornei Challenger. Gioca la prima finale in singolare nel giugno 2008 all'ITF Futures Ukraine F2 e viene sconfitto da Luca Vanni. In agosto conquista il primo titolo Challenger all'Almaty Cup, dove in coppia con Aleksandr Krasnoruckij sconfigge in finale per 3-6, 6-3, [10-2] Syrym Abdukhalikov / Alex Bogomolov Jr. Il suo primo titolo in singolare arriva nel maggio 2009 al Futures Poland F2, dove batte in finale Błażej Koniusz per 6-3, 6-2. Continuerà a giocare i tornei ITF fino al 2018, vincendone 15 in singolare e 30 in doppio. Nell'agosto 2009 entra per la prima volta nella top 200 del ranking di doppio e a fine mese migliora la classifica vincendo il secondo titolo Challenger.

### 2010-2012, esordio in Coppa Davis per l'Ucraina e in doppio nel circuito maggiore, top 100 nel ranking
Vince ancora un Challenger in doppio nel 2010, e dal 2011 diventa protagonista nella categoria vincendo molti tornei con buona regolarità anche negli anni a seguire, mentre in singolare giocherà fino al 2018 raggiungendo in totale quattro semifinali, senza mai vincerne alcuna. Dal 2010 gioca diverse volte le qualificazioni in singolare nei tornei del circuito maggiore e dal 2012 nei tornei del Grande Slam, ma non riuscirà mai a superarle. In doppio esordisce nel gennaio 2012 nel circuito ATP direttamente nel tabellone principale al Brisbane International, e quello stesso mese debutta in una prova del Grande Slam all'Australian Open. A febbraio fa il suo esordio nella squadra ucraina di Coppa Davis imponendosi in un singolare e in doppio nella sfida vinta 5-0 contro il Principato di Monaco. In aprile fa il suo ingresso nella top 100 del ranking di doppio. Al successivo Roland Garros vince il primo incontro in una prova del Grande Slam e viene eliminato al secondo turno.

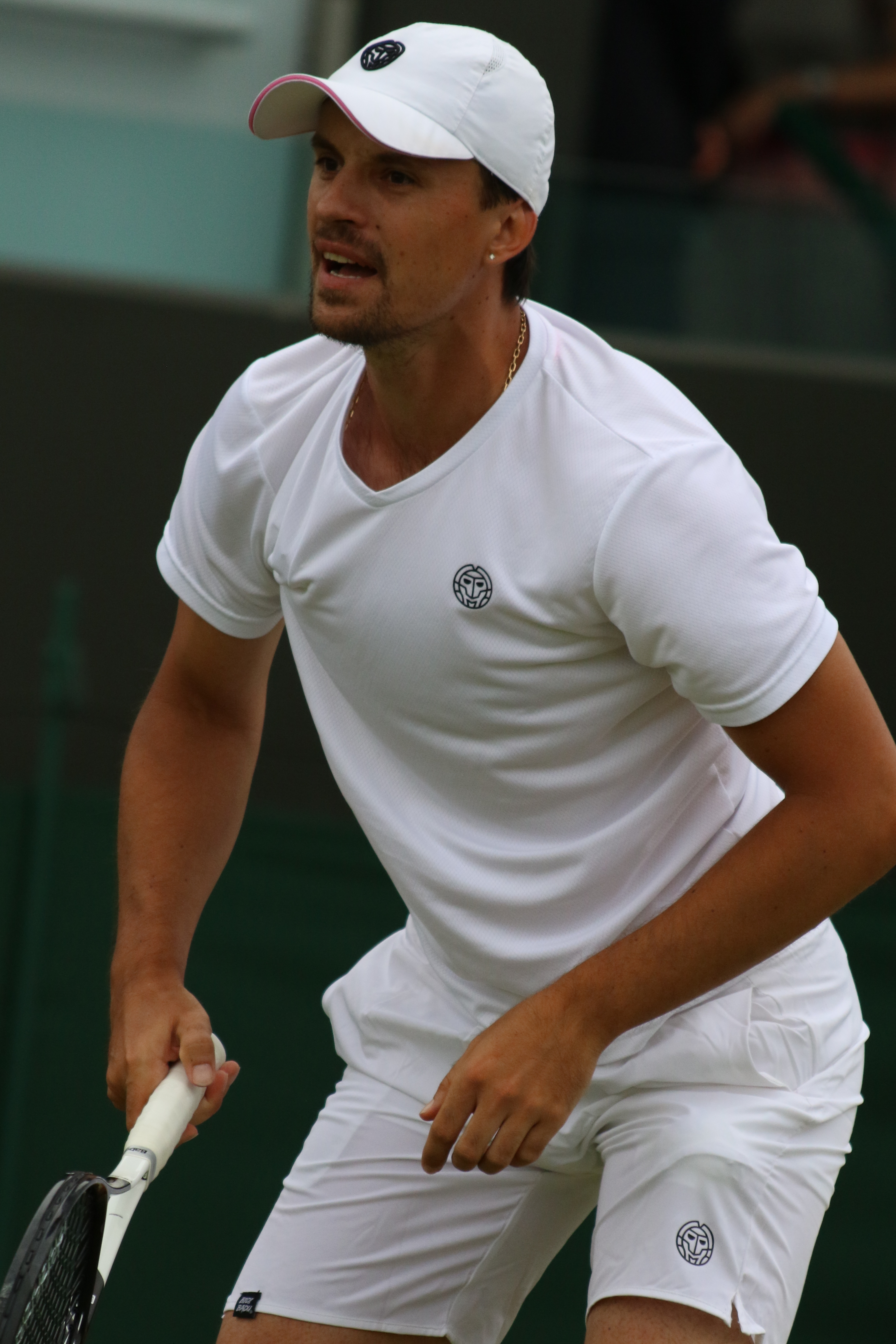
Molčanov al torneo di Wimbledon 2019

### 2013-2018, protagonista nei Challenger, una finale ATP e 67º nel ranking
Continua a essere protagonista nei tornei Challenger di doppio, conquistando 33 titoli nelle 55 finali disputate dall'agosto 2007 a tutto il 2021. I discreti risultati ottenuti in singolare lo portano per la prima volta nella top 200 della classifica nel luglio 2014 e nel gennaio successivo fissa il suo best ranking alla 169ª posizione. Nel 2016 fa il suo esordio olimpico ai Giochi di Rio, viene schierato solo in doppio ed eliminato al primo turno in coppia con Illja Marčenko. Il primo grande risultato nel circuito maggiore è la semifinale raggiunta nell'ottobre 2017 a Mosca insieme a Juan Sebastián Cabal, e vengono eliminati in due set da Maks Mirny / Philipp Oswald. Nel maggio del 2018 disputa il suo ultimo incontro in singolare tra i professionisti. Il successivo 29 luglio disputa la sua prima finale ATP allo Swiss Open Gstaad assieme a Igor Zelenay, e vengono sconfitti da Matteo Berrettini / Daniele Bracciali dopo due tiebreak. Chiude la stagione con il nuovo best ranking al 67º posto mondiale

### 2019-2022, primo titolo ATP e 63º nel ranking
Nel 2019 raggiunge tre semifinali ATP, il secondo turno all'Australian Open e al Roland Garros e si aggiudica due tornei Challenger, portando in luglio il best ranking alla 63ª posizione. Nel 2020 vince un titolo Challenger e perde entrambi gli incontri disputati nel circuito maggiore, a fine anno esce dalla top 100. Nel 2021 disputa nove finali Challenger e ne vince cinque e torna a disputare una semifinale nel circuito ATP; il miglior ranking stagionale è la 91ª posizione raggiunta a marzo. Dopo un'altra semifinale giocata nel gennaio 2022, a marzo vince il primo titolo del circuito maggiore a Marsiglia in coppia con Andrej Rublëv, sconfiggendo in finale al terzo set Ben McLachlan / Raven Klaasen. Eliminato al primo turno al Roland Garros e a Wimbledon, nella seconda parte della stagione raggiunge tre finali nei Challenger e vince quella di Bratislava. Questi risultati non bastano a compensare i punti accumulati l'anno precedente con i molti successi nei Challenger e a ottobre esce dalla top 100 dopo due anni di permanenza.

### 2023-2024, secondo titolo ATP, 58º e discesa nel ranking
Nei primi mesi del 2023 perde tre finali Challenger e raggiunge una semifinale ATP allo Srpska Open. A maggio vince il Challenger 175 di Torino assieme ad Andrej Golubev e rientra nella top 100. A luglio si impone nel Challenger di Milano in coppia con Jonathan Eysseric e in quello di Salisburgo con Golubev, assieme al quale perde la finale al Banja Luka Challenger. A ottobre i due perdono in finale al Challenger 125 di Bratislava e la settimana successiva si impongono all'ATP 250 di Stoccolma battendo in due set Yuki Bhambri / Julian Cash nella finale. Con questi risultati Molčanov porta il best ranking alla 60ª posizione mondiale. Sale alla 58ª dopo aver raggiunto per la prima volta il terzo turno in uno Slam agli Australian Open 2024 giocando in coppia con Nikola Ćaćić. Nei mesi successivi sono di rilievo il titolo vinto al Città di Como Challenger e la semifinale ATP raggiunta a Umago. Ha quindi inizio un periodo negativo ed esce dalla top 100 a ottobre quando vanno in scadenza i punti guadagnati con il successo allo Swedish Open 2023.

### 2025
Nei primi mesi del 2025 non va oltre le finali perse nei Challenger dell'Oeiras indoor III e dello Zadar Open. Torna a vincere un titolo a maggio al Challenger di Praga in coppia con Matěj Vocel.

## Statistiche
Aggiornate al 23 giugno 2025.

### Doppio

#### Vittorie (2)
| Legenda              |
| Grande Slam (0)      |
| ATP Finals (0)       |
| ATP Masters 1000 (0) |
| ATP Tour 500 (0)     |
| ATP Tour 250 (2)     |

| N. | Data             | Torneo                      | Superficie  | Compagno       | Avversari in finale         | Punteggio        |
| 1. | 20 febbraio 2022 | Open 13 Provence, Marsiglia | Cemento (i) | Andrej Rublëv  | Ben McLachlan Raven Klaasen | 4-6, 7-5, [10-7] |
| 2. | 22 ottobre 2023  | Stockholm Open, Stoccolma   | Cemento (i) | Andrej Golubev | Yuki Bhambri Julian Cash    | 7-6(8), 6-2      |

#### Finali perse (1)
| Legenda              |
| Grande Slam (0)      |
| ATP Finals (0)       |
| ATP Masters 1000 (0) |
| ATP Tour 500 (0)     |
| ATP Tour 250 (1)     |

| N. | Data           | Torneo                    | Superficie  | Compagno     | Avversari in finale                 | Punteggio      |
| 1. | 29 luglio 2018 | Swiss Open Gstaad, Gstaad | Terra rossa | Igor Zelenay | Matteo Berrettini Daniele Bracciali | 6(2)-7, 6(5)-7 |

### Tornei minori

#### Singolare

##### Vittorie (15)
| Legenda        |
| -------------- |
| Challenger (0) |
| Futures (15)   |

##### Sconfitte (11)
| Legenda        |
| -------------- |
| Challenger (0) |
| Futures (11)   |

#### Doppio

##### Vittorie (69)
| Legenda tornei minori |
| Challenger (39)       |
| Futures (30)          |

| N.  | Data              | Torneo                                              | Superficie    | Compagno               | Avversari in finale                         | Punteggio              |
| 1.  | 30 agosto 2008    | Almaty Cup, Almaty                                  | Terra rossa   | Aleksandr Krasnoruckij | Syrym Abdukhalikov Alex Bogomolov Jr.       | 3-6, 6-3, [10-2]       |
| 2.  | 29 agosto 2009    | Almaty Cup, Almaty                                  | Cemento       | Yang Tsung-hua         | Pierre-Ludovic Duclos Alexey Kedryuk        | 4-6, 7-6(5), [11-9]    |
| 3.  | 30 luglio 2011    | President's Cup, Astana                             | Cemento (i)   | Konstantin Kravčuk     | Arnau Brugués Davi Malek Jaziri             | 7-6(4), 6(1)-7, [10-3] |
| 4.  | 24 settembre 2011 | Tashkent Challenger, Tashkent                       | Cemento       | Harri Heliövaara       | John Paul Fruttero Raven Klaasen            | 7-6(5), 7-6(3)         |
| 5.  | 14 aprile 2012    | Mersin Cup, Mersin                                  | Terra rossa   | Radu Albot             | Alessandro Motti Simone Vagnozzi            | 6-0, 6-2               |
| 6.  | 28 luglio 2012    | President's Cup, Astana                             | Cemento (i)   | Konstantin Kravčuk     | Karol Beck Kamil Čapkovič                   | 6-4, 6-3               |
| 7.  | 11 agosto 2012    | Open Diputación, Pozoblanco                         | Cemento       | Konstantin Kravčuk     | Adrian Mannarino Maxime Teixeira            | 6-3, 6-3               |
| 8.  | 29 settembre 2012 | Lermontov Cup, Lermontov                            | Terra rossa   | Konstantin Kravčuk     | Andrej Golubev Jurij Ščukin                 | 6-3, 6-4               |
| 9.  | 27 aprile 2013    | Savannah Challenger, Savannah                       | Terra verde   | Tejmuraz Gabašvili     | Michael Russell Tim Smyczek                 | 6-2, 7-5               |
| 10. | 15 novembre 2014  | Internazionali Città di Brescia, Brescia            | Sintetico (i) | Illja Marčenko         | Roman Jebavý Błażej Koniusz                 | 7-6(4), 6-3            |
| 11. | 6 febbraio 2015   | Challenger of Dallas, Dallas                        | Cemento (i)   | Andrej Rublëv          | Hans Hach Verdugo Luis Patiño               | 6-4, 7-6(5)            |
| 12. | 1º agosto 2015    | President's Cup, Astana                             | Cemento       | Konstantin Kravčuk     | Chung Yun-seong Jurabek Karimov             | 6-2, 6-2               |
| 13. | 8 agosto 2015     | Open Castilla y León, Segovia                       | Cemento       | Aleksandr Kudrjavcev   | Aljaksandr Bury Andreas Siljeström          | 6-2, 6-4               |
| 14. | 3 ottobre 2015    | Ağrı Challenger, Ağrı                               | Cemento       | Konstantin Kravčuk     | Aleksandr Igošin Jaraslaŭ Šyla              | 6-3, 7-6(4)            |
| 15. | 31 ottobre 2015   | China International Suzhou, Suzhou                  | Cemento       | Lee Hsin-han           | Gong Maoxin Peng Hsien-yin                  | 3-6, 7-6(5), [10-4]    |
| 16. | 19 marzo 2016     | ATP Challenger Guangzhou, Canton                    | Cemento       | Aleksandr Kudrjavcev   | Sanchai Ratiwatana Sonchat Ratiwatana       | 6-2, 6-2               |
| 17. | 2 aprile 2016     | Israel Open, Ra'anana                               | Cemento       | Konstantin Kravčuk     | Jonathan Erlich Philipp Oswald              | 4-6, 7-6(1), [10-4]    |
| 18. | 12 maggio 2017    | Karshi Challenger, Karshi                           | Cemento       | Serhij Stachov'skyj    | Kevin Krawietz Adrián Menéndez Maceiras     | 6-4, 7-6(7)            |
| 19. | 10 marzo 2018     | Zhuhai Open, Zhuhai                                 | Cemento       | Igor Zelenay           | Aljaksandr Bury Peng Hsien-yin              | 7-5, 7-6(4)            |
| 20. | 14 aprile 2018    | Open Città della Disfida, Barletta                  | Terra rossa   | Igor Zelenay           | Ariel Behar Máximo González                 | 6-1, 6-2               |
| 21. | 21 aprile 2018    | Tunis Open, Tunisi                                  | Terra rossa   | Igor Zelenay           | Jonathan Eysseric Joe Salisbury             | 7-6(4), 6-2            |
| 22. | 8 giugno 2018     | Czech Open, Prostějov                               | Terra rossa   | Igor Zelenay           | Pablo Cuevas Martín Cuevas                  | 4-6, 6-3, [10-7]       |
| 23. | 18 agosto 2018    | Internazionali del Friuli Venezia Giulia, Cordenons | Terra rossa   | Igor Zelenay           | Andrej Martin Daniel Muñoz de la Nava       | 3-6, 6-3, [11-9]       |
| 24. | 10 novembre 2018  | Slovak Open, Bratislava                             | Cemento (i)   | Igor Zelenay           | Ramkumar Ramanathan Andrėj Vasileŭski       | 6-2, 3-6, [11-9]       |
| 25. | 13 aprile 2019    | Open Città della Disfida, Barletta                  | Terra rossa   | Igor Zelenay           | Tomislav Brkić Tomislav Draganja            | 7-6(1), 6-4            |
| 26. | 27 aprile 2019    | Internazionali d'Abruzzo, Francavilla               | Terra rossa   | Igor Zelenay           | Guillermo Durán David Vega Hernández        | 6-3, 6-2               |
| 27. | 26 ottobre 2019   | Brest Challenger, Brest                             | Cemento (i)   | Andrėj Vasileŭski      | Andrea Vavassori David Vega Hernández       | 6-3, 6-1               |
| 28. | 17 gennaio 2020   | Bendigo Challenger, Bendigo                         | Cemento       | Nikola Ćaćić           | Marcelo Arévalo Jonny O'Mara                | 7-6(3), 6-4            |
| 29. | 30 gennaio 2021   | Antalya Challenger, Adalia                          | Terra rossa   | Oleksandr Nedovjesov   | Luis David Martínez David Vega Hernández    | 3-6, 6-4, [18-16]      |
| 30. | 6 febbraio 2021   | Antalya Challenger II, Adalia                       | Terra rossa   | Oleksandr Nedovjesov   | Robert Galloway Alex Lawson                 | 6-4, 7-6(2)            |
| 31. | 27 febbraio 2021  | Nur-Sultan Challenger, Nur-Sultan                   | Cemento (i)   | Oleksandr Nedovjesov   | Nathan Pasha Max Schnur                     | 6-4, 6-4               |
| 32. | 12 giugno 2021    | Bratislava Open, Bratislava                         | Terra rossa   | Oleksandr Nedovjesov   | Sander Arends Luis David Martínez           | 7-6(5), 6-1            |
| 33. | 16 ottobre 2021   | JC Ferrero Challenger Open, Alicante                | Cemento (i)   | David Vega Hernández   | Romain Arneodo Matt Reid                    | 6-4, 6-2               |
| 34. | 12 novembre 2022  | Slovak Open, Bratislava                             | Cemento (i)   | Oleksandr Nedovjesov   | Petr Nouza Andrew Paulson                   | 4-6, 6-4, [10-6]       |
| 35. | 20 maggio 2023    | Torino Challenger, Torino                           | Terra rossa   | Andrej Golubev         | Nathaniel Lammons John Peers                | 7-6(4), 6(6)-7, [10-5] |
| 36. | 8 luglio 2023     | Aspria Tennis Cup, Milano                           | Terra rossa   | Jonathan Eysseric      | Théo Arribagé Luca Sanchez                  | 6-2, 6-4               |
| 37. | 15 luglio 2023    | Salzburg Open, Salisburgo                           | Terra rossa   | Andrej Golubev         | Anirudh Chandrasekar Vijay Sundar Prashanth | 6-4, 7-6(8)            |
| 38. | 1º settembre 2024 | Città di Como Challenger, Como                      | Terra rossa   | Victor Vlad Cornea     | Alexandru Jecan Ivan Liutarevich            | 6-2, 6-3               |
| 39. | 10 maggio 2025    | I. ČLTK Prague Open, Praga                          | Terra rossa   | Matěj Vocel            | David Pichler Jurij Rodionov                | 7-6(3), 6-3            |

##### Sconfitte (45)
| Legenda tornei minori |
| Challenger (33)       |
| Futures (12)          |

| N.  | Data              | Torneo                                       | Superficie      | Compagno             | Avversari in finale                 | Punteggio               |
| 1.  | 31 luglio 2010    | Mordovia Cup, Saransk                        | Terra rossa     | Artem Smyrnov        | Il'ja Beljaev Michail Elgin         | 6-3, 6(6)-7, [9-11]     |
| 2.  | 9 luglio 2011     | Open Diputación, Pozoblanco                  | Cemento         | Illja Marčenko       | Michail Elgin Aleksandr Kudrjavcev  | walkover                |
| 3.  | 20 agosto 2011    | Karshi Challenger, Karshi                    | Cemento         | Konstantin Kravčuk   | Michail Elgin Aleksandr Kudrjavcev  | 6-3, 3-6, [9-11]        |
| 4.  | 27 agosto 2011    | Astana Cup, Astana                           | Cemento (i)     | Harri Heliövaara     | Karan Rastogi Vishnu Vardhan        | 6(3)-7, 6-2, [8-10]     |
| 5.  | 6 luglio 2012     | Braunschweig Open, Braunschweig              | Terra rossa     | Harri Heliövaara     | Tomasz Bednarek Mateusz Kowalczyk   | 5-7, 7-6(1), [8-10]     |
| 6.  | 24 novembre 2012  | Siberia Cup, Tjumen'                         | Cemento (i)     | Konstantin Kravčuk   | Ivo Klec Andreas Siljeström         | 3-6, 2-6                |
| 7.  | 15 febbraio 2014  | Internazionali di Tennis di Bergamo, Bergamo | Cemento (i)     | Konstantin Kravčuk   | Karol Beck Michal Mertiňák          | 6-4, 5-7, [6-10]        |
| 8.  | 20 giugno 2015    | Fergana Challenger, Fergana                  | Cemento         | Franko Škugor        | Sjarhej Betaŭ Michail Elgin         | 3-6, 5-7                |
| 9.  | 26 settembre 2015 | Izmir Cup, Smirne                            | Cemento         | Malek Jaziri         | Saketh Myneni Divij Sharan          | 6(5)-7, 6-4, [1-0] rit. |
| 10. | 9 gennaio 2016    | Onkaparinga Challenger, Onkaparinga          | Cemento         | Oleksandr Nedovjesov | Matteo Donati Andrej Golubev        | 6-3, 6(5)-7, [1-10]     |
| 11. | 23 aprile 2016    | Nanjing Challenger, Nanchino                 | Terra rossa     | Oleksandr Nedovjesov | Saketh Myneni Jeevan Nedunchezhiyan | 3-6, 3-6                |
| 12. | 30 aprile 2016    | Kunming Open, Anning                         | Terra rossa     | Oleksandr Nedovjesov | Bai Yan Riccardo Ghedin             | 6-4, 3-6, [6-10]        |
| 13. | 4 marzo 2017      | Wrocław Open, Breslavia                      | Cemento (i)     | Michail Elgin        | Adil Shamasdin Andrėj Vasileŭski    | 3-6, 6-3, [19-21]       |
| 14. | 17 giugno 2017    | Città di Caltanissetta, Caltanissetta        | Terra rossa     | Franko Škugor        | James Cerretani Max Schnur          | 3-6, 6-3, [6-10]        |
| 15. | 23 settembre 2017 | Izmir Cup, Smirne                            | Cemento         | Serhij Stachovs'kyj  | Scott Clayton Jonny O'Mara          | walkover                |
| 16. | 17 marzo 2018     | Pingshan Open, Shenzhen                      | Cemento         | Igor Zelenay         | Hsieh Cheng-peng Rameez Junaid      | 6(3)-7, 3-6             |
| 17. | 13 marzo 2021     | Biella Challenger III, Biella                | Cemento (i)     | Serhij Stachovs'kyj  | Quentin Halys Tristan Lamasine      | 1-6, 0-2 rit.           |
| 18. | 20 marzo 2021     | Biella Challenger IV, Biella                 | Cemento (i)     | Serhij Stachovs'kyj  | Lloyd Glasspool Matt Reid           | 3-6, 4-6                |
| 19. | 27 marzo 2021     | Challenger Lugano, Lugano                    | Cemento (i)     | Serhij Stachovs'kyj  | Andre Begemann Andrea Vavassori     | 6(11)-7, 6-4, [8-10]    |
| 20. | 21 agosto 2021    | Sauerland Open, Lüdenscheid                  | Terra rossa     | Oleksandr Nedovjesov | Ivan Sabanov Matej Sabanov          | 4-6, 6-2, [10-12]       |
| 21. | 11 settembre 2021 | Kyiv Open, Kiev                              | Terra rossa     | Serhij Stachovs'kyj  | Orlando Luz Oleksandr Nedovjesov    | 4-6, 4-6                |
| 22. | 13 novembre 2021  | Slovak Open, Bratislava                      | Cemento         | Oleksandr Nedovjesov | Serhij Stachovs'kyj Filip Horanský  | 4-6, 4-6                |
| 23. | 19 giugno 2022    | Emilia-Romagna Tennis Cup, Parma             | Terra rossa     | Igor Zelenay         | Luciano Darderi Fernando Romboli    | 2-6, 3-6                |
| 24. | 10 settembre 2022 | NÖ Open, Tulln an der Donau                  | Terra rossa     | Zdeněk Kolář         | Alexander Erler Lucas Miedler       | 3-6, 4-6                |
| 25. | 5 febbraio 2023   | Koblenz Open, Coblenza                       | Cemento (i)     | Jonathan Eysseric    | Fabian Fallert Hendrik Jebens       | 6(2)-7, 3-6             |
| 26. | 8 aprile 2023     | Open Barletta, Barletta                      | Terra rossa     | Zdeněk Kolář         | Flavio Cobolli Jacopo Berrettini    | 6-1, 5-7, [6-10]        |
| 27. | 29 aprile 2023    | Roma Open, Roma                              | Terra rossa     | Andrej Golubev       | Nicolás Barrientos Francisco Cabral | 3-6, 1-6                |
| 28. | 12 agosto 2023    | Banja Luka Challenger, Banja Luka            | Terra rossa     | Andrej Golubev       | Victor Vlad Cornea Philipp Oswald   | 6-3, 1-6, [13-15]       |
| 29. | 8 ottobre 2023    | Slovak Open, Bratislava                      | Cemento (i)     | Andrej Golubev       | Andre Begemann Sriram Balaji        | 3-6, 7-5, [8-10]        |
| 30. | 16 marzo 2024     | Kiskút Open, Székesfehérvár                  | Terra rossa (i) | André Göransson      | Titouan Droguet Matteo Martineau    | 6-4, 5-7, [8-10]        |
| 31. | 4 agosto 2024     | Sauerland Open, Lüdenscheid                  | Terra rossa     | Matwé Middelkoop     | David Pel Bart Stevens              | 4-6, 6-2, [8-10]        |
| 32. | 25 gennaio 2025   | Oeiras indoor III, Oeiras                    | Cemento (i)     | Matwé Middelkoop     | Liam Draxl Cleeve Harper            | 6-1, 5-7, [6-10]        |
| 33. | 22 marzo 2025     | Zadar Open, Zara                             | Terra rossa     | Mick Veldheer        | Zdeněk Kolář Neil Oberleitner       | 3-6, 4-6                |

### Risultati in progressione
| Sigla | Risultato               |
| ----- | ----------------------- |
| V     | Vincitore               |
| F     | Finalista               |
| SF    | Semifinalista           |
| O     | Oro olimpico            |
| A     | Argento olimpico        |
| SF    | Bronzo olimpico         |
| QF    | Quarti di Finale        |
| 4T    | Quarto turno            |
| 3T    | Terzo turno             |
| 2T    | Secondo turno           |
| 1T    | Primo turno             |
| RR    | Round Robin             |
| LQ    | Turno di qualificazione |
| A     | Assente                 |
| ND    | Non disputato           |

| Legenda superfici    |
| -------------------- |
| Cemento              |
| Terra battuta        |
| Erba                 |
| Superficie variabile |

#### Singolare
| Tornei Grande Slam         |     |               |               |               |     |     |     |     |
| Australian Open, Melbourne | Q3  | Q3            | Q1            | Q1            | Q2  | A   | A   | 0-0 |
| Open di Francia, Parigi    | A   | Q1            | A             | Q2            | Q1  | A   | A   | 0-0 |
| Wimbledon, Londra          | A   | Q2            | A             | A             | Q1  | A   | A   | 0-0 |
| US Open, New York          | A   | Q2            | Q2            | A             | A   | A   | A   | 0-0 |
| Vittorie-Sconfitte         | 0-0 | 0-0           | 0-0           | 0-0           | 0-0 | 0-0 | 0-0 | 0-0 |
| Giochi Olimpici            |     |               |               |               |     |     |     |     |
| Giochi Olimpici            | A   | Non disputati | Non disputati | Non disputati | A   | ND  | ND  | 0-0 |
| Vittorie-Sconfitte         | 0-0 | Non disputati | Non disputati | Non disputati | 0-0 | ND  | ND  | 0-0 |

#### Doppio
| Tornei Grande Slam         |     |               |               |               |     |               |               |               |               |     |     |     |     |      |
| Australian Open, Melbourne | 1T  | A             | A             | A             | A   | A             | A             | 2T            | A             | A   | A   | A   | 3T  | 3-3  |
| Open di Francia, Parigi    | 2T  | A             | A             | A             | 1T  | A             | A             | 2T            | A             | A   | 1T  | A   | 1T  | 2-5  |
| Wimbledon, Londra          | A   | A             | A             | A             | 2T  | A             | Q2            | 1T            | ND            | A   | 1T  | A   | A   | 1-3  |
| US Open, New York          | A   | A             | A             | A             | A   | A             | A             | 1T            | A             | A   | A   | 1T  | A   | 0-2  |
| Vittorie-Sconfitte         | 1-2 | 0-0           | 0-0           | 0-0           | 1-2 | 0-0           | 0-0           | 2-4           | 0-0           | 0-0 | 0-2 | 0-1 | 2-2 | 6-13 |
| Giochi Olimpici            |     |               |               |               |     |               |               |               |               |     |     |     |     |      |
| Giochi Olimpici            | A   | Non disputati | Non disputati | Non disputati | 1T  | Non disputati | Non disputati | Non disputati | Non disputati | A   | ND  | ND  | A   | 0-1  |
| Vittorie-Sconfitte         | 0-0 | Non disputati | Non disputati | Non disputati | 0-1 | Non disputati | Non disputati | Non disputati | Non disputati | 0-0 | ND  | ND  | 0-0 | 0-1  |

#### Doppio misto
| Tornei Grande Slam         |     |     |
| Australian Open, Melbourne | A   | 0-0 |
| Open di Francia, Parigi    | A   | 0-0 |
| Wimbledon, Londra          | 2T  | 1-1 |
| US Open, New York          | A   | 0-0 |
| Vittorie-Sconfitte         | 1-1 | 1-1 |
| Giochi Olimpici            |     |     |
| Giochi Olimpici            | ND  | 0-0 |
| Vittorie-Sconfitte         | ND  | 0-0 |